# Білостоцька католицька духовна семінарія
 Білостоцька католицька духовна семінарія  (пол. Wyższe Seminarium Duchowne w Białymstoku) — державний вищий навчальний заклад, католицька духовна семінарія, що розташована у місті Білосток, Польща. Семінарія готує католицький священиків дл білостоцької Єпархії.

## Історія
Заснована 11 січня 1582 у Вільно архієпископом кардиналом Юрієм Радзивілом. Протягом наступних двох століть семінарія розташовувалася у єпископському палаці. Подальший розвиток семінарії відбувся тоді, коли вона була передана під опіку ченцям із конгрегації святого Вікентія де Поля.
У 1774 при архієпископі Масальському семінарія переїхала у власне приміщення у колишній будівлі єзуїтського новіціату при церкві святого Ігнатія Лойоли.
Під час правління архієпископа Косаковського семінарія перемістилася до колишнього кармелітського монастиря при церкві святого Георгія. У цьому місці семінарія проіснувала до 1945 року.
Від 1925 семінарія була філіалом теологічного факультету Університету Стефана Баторія.
У 1945 Вільнюс був переданий Литві. 20 лютого 1945 архієпископ Ромуальд Яблжиковський вирішив перемістити семінарію до Білостоку. Після переводу семінарії до Польщі навчальна частина семінарії до 1981 розташовувалася у різних приміщеннях Білостока. У 1981 Святий Престол заснував єпархію Білостока та семінарія набула єпархіального статусу.
Білостоцька семінарія характеризується місіонерською спрямованістю. У кінці XX ст. до Білостоцької семінарії направлялися на навчання студенти із Білорусі та Росії, де на той час не було власних католицьких семінарій.

## Ректори
- Ян Ушило (1945);
- Ігнаці Свирський (1945—1946);
- Владислав Сушинський (1946);
- Антоній Цихонський (1972);
- Станіслав Петровський (1972—1979);
- Едвард Озоровський (1979—1992);
- Тадеуш Крахель (1992—1993);
- Станіслав Холодок;
- Юзеф Забельський;
- Войцех Лазевський;
- Адам Скречко.